# Яча
Яча — посёлок в Венгеровском районе Новосибирской области России. Входит в состав Усть-Ламенского сельсовета.

## География
Площадь посёлка — 14 гектаров.

## История
В 1976 году указом Президиума Верховного Совета РСФСР посёлку фермы № 3 совхоза «Усть-Ламенский» присвоено наименование Яча.

## Население
| 2002 | 2007 | 2010 |
| ---- | ---- | ---- |
| 28   | ↘22  | ↘21  |

## Инфраструктура
В посёлке по данным на 2007 год функционирует 1 учреждение здравоохранения.